# آلیس امسدن
آلیس هوفنبرگ امسدن (۲۷ ژوئن ۱۹۴۳ – ۱۴ مارس ۲۰۱۲) یک اقتصاددان سیاسی و پژوهشگر توسعه اقتصادی دولتی بود. در دو دهه پایانی فعالیت حرفه‌ای خود، او استاد اقتصاد سیاسی با عنوان بارتون ال. ولر در مؤسسه فناوری ماساچوست (MIT) بود.
امسدن بیشتر به خاطر کارهایش در زمینه «دولت توسعه‌گرا» شناخته می‌شود؛ نظریه‌ای که مطرح می‌کند صنعتی‌سازی تحت هدایت دولت، جایگزینی قابل قبول برای صنعتی‌سازی مبتنی بر بازار در آمریکای شمالی و اروپا است. پژوهش‌های او بر موضوع پیشرفت اقتصادی کشورهای دیرصنعتی‌شده، به‌ویژه «ببرهای آسیایی»، متمرکز بود. امسدن دریافت که رشد این کشورها از طریق مداخلات دولتی محقق شده است؛ مداخلاتی که شامل کنترل قیمت‌ها، سیاست‌های جایگزینی واردات، ترویج یادگیری سازمانی و ایجاد «مکانیسم‌های کنترل متقابل» بین دولت‌ها و شرکت‌های خصوصی بود. آثار او به عنوان پاسخی به اجماع واشنگتن و نظریه‌های اقتصادی نئوکلاسیک تلقی می‌شود که تلاش داشتند دخالت دولت در فرآیند توسعه را محدود کنند.

## زندگی و حرفه
آلیس امسدن در شهر نیویورک متولد شد و مدرک کارشناسی خود را از دانشگاه کرنل و دکترای خود را از مدرسه اقتصاد لندن دریافت کرد. او فعالیت حرفه‌ای خود را به‌عنوان اقتصاددان در سازمان همکاری و توسعه اقتصادی (OECD) آغاز کرد و پیش از منصوب شدن به‌عنوان استاد در مؤسسه فناوری ماساچوست (MIT) در سال ۱۹۹۴، در دانشگاه کالیفرنیا لس‌آنجلس، کالج بارنارد در دانشگاه کلمبیا، مدرسه کسب‌وکار هاروارد و مدرسه نو تدریس کرد. او تا زمان مرگش در سال ۲۰۱۲ در دپارتمان مطالعات شهری و برنامه‌ریزی MIT باقی ماند.
علاوه بر تدریس و نوشتن، امسدن به‌عنوان مشاور برای بانک جهانی، OECD و سازمان‌های مختلف وابسته به سازمان ملل فعالیت داشت. در سال ۲۰۰۲، او جایزه لئونتیف را از مؤسسه جهانی توسعه و محیط زیست دریافت کرد و توسط مجله Scientific American به‌عنوان یکی از ۵۰ متفکر برتر معرفی شد؛ این افتخار به‌خاطر نظریه او بود که سیاست‌های اقتصادی یکسان برای همه کشورها، مناسب کشورهای فقیر در مسیر صنعتی شدن نیست. در سال ۲۰۰۹، او توسط دبیرکل سازمان ملل متحد به عضویت کمیته سیاست توسعه سازمان ملل منصوب شد، سمتی که به مدت ۳ سال ادامه داشت. این کمیته ۲۴ نفره به شورای اقتصادی و اجتماعی سازمان ملل (ECOSOC) مشاوره و پیشنهادات مستقل درباره مسائل نوظهور توسعه و همکاری‌های بین‌المللی برای توسعه ارائه می‌دهد.
امسدن چندین کتاب درباره صنعتی شدن کشورهای در حال توسعه نوشت. آثار او بر نقش دولت به‌عنوان تسهیل‌کننده و هدایت‌کننده توسعه اقتصادی تأکید داشت. او همچنین دانش را به‌عنوان عاملی حیاتی در رشد اقتصادی می‌دانست. کتاب‌های او شامل غول بعدی آسیا: کره جنوبی و صنعتی شدن دیرهنگام و ظهور دیگران است. در کتاب اول، او بر توسعه کره جنوبی تمرکز داشت و در کتاب دوم، تجربه‌های چندین کشور در حال توسعه، عمدتاً کشورهای شرق آسیا و آمریکای لاتین، را مقایسه کرد.
در صفحه ۱۳۹ کتاب غول بعدی آسیا: کره جنوبی و صنعتی شدن دیرهنگام آمده است: کره نمونه ای از کشورهایی است که بسیار سریع رشد نمود و در عین حال قواعد عمومی عقل اقتصاد متعارف را به چالش کشید در کره بجای اینکه سازوکار بازار به تخصیص منابع بپردازد و سرمایه گذاری های خصوصی را هدایت کند دولت اکثر تصمیمات محوری را در مورد سرمایه گذاری ها می گرفت.

## درگذشت
آلیس امسدن در سال ۲۰۱۲، در سن ۶۸ سالگی، به‌طور ناگهانی در خانه‌اش در کمبریج درگذشت.

## کتاب ها
علاوه بر انتشار مقالات متعدد در نشریات علمی، آلیس امسدن کتاب‌های زیر را منتشر کرده است:
- نقش نخبگان در توسعه اقتصادی، انتشارات دانشگاه آکسفورد، ۲۰۱۲ (با همکاری آلیسا دی کاپریو و جیمز ای. رابینسون). شماره شابک: 9780198716433
- فرار از امپراتوری: سفر جهان در حال توسعه از بهشت به جهنم، انتشارات MIT، ۲۰۰۷. شماره شابک: 9780262513159
- فراتر از توسعه دیرهنگام: سیاست‌های ارتقای تایوان، انتشارات MIT، ۲۰۰۳ (با همکاری وان ون چو).
- ظهور “دیگران”: چالش‌هایی برای غرب از سوی اقتصادهای دیرصنعتی‌شده، انتشارات دانشگاه آکسفورد، ۲۰۰۱.
- بازار با رقیب خود روبرو می‌شود: بازسازی اقتصادهای اروپای شرقی، انتشارات دانشگاه هاروارد، ۱۹۹۴ (با همکاری یاتسک کوچانوویچ و لنس تیلور). شماره شابک: 9780674549845
- غول بعدی آسیا: کره جنوبی و صنعتی شدن دیرهنگام، انتشارات دانشگاه آکسفورد، ۱۹۸۹. این کتاب در سال ۱۹۹۲ توسط انجمن علوم سیاسی آمریکا به‌عنوان “بهترین کتاب در اقتصاد سیاسی” انتخاب شد. شماره شابک: 9780195076035